# Шаріповська сільська рада (Альменєвський район)
Шарі́повська сільська рада (рос. Шариповский сельский совет) — сільське поселення у складі Альменєвського району Курганської області Росії.
Адміністративний центр — село Мир.
Населення сільського поселення становить 1333 особи (2017; 1635 у 2010, 1992 у 2002).

## Склад
До складу сільського поселення входять:
| Населений пункт     | Населення, осіб (2002) | Населення, осіб (2010) |
| ------------------- | ---------------------- | ---------------------- |
| Байганіно, присілок | 202                    | 192                    |
| Мир, село           | 1107                   | 887                    |
| Поляна, присілок    | 265                    | 185                    |
| Шаріпово, село      | 418                    | 371                    |